# Elizabeth Roemer
Elizabeth Roemer (Oakland, Califòrnia, 4 de setembre de 1929 - Tucson, Arizona, 8 d'abril de 2016) és una astrònoma nord-americana especialitzada en l'estudi dels estels i asteroides.
El 1946 va guanyar el Science Talent Search, estant encara a secundària. Es doctorà en Física per la Universitat de Califòrnia - Bekerley el 1955 i fou professora emèrita a la Universitat d'Arizona. També va treballar a l’Observatori de Yerkes, a Chicago. El 1966 va entrar a treballar com a professora al Lunar and Planetary Laboratory de la Universitat d’Arizona i va acabar essent-hi professora emèrita especialitzada en l'estudi de cometes i asteroides.

## Descobriments
Va descobrir els asteroides (1930) Llucifer (el 1964) i (1983) Bok (el 1975). A més, va prendre un extens conjunt de plaques fotogràfiques d'estels al llarg de 25 anys, intentant obtenir dades consistents per mesurar la magnitud del nucli dels estels.
El 1975 va ser codescubridora, juntament amb Charles T. Kowal, d'una lluna de Júpiter, Temisto.

## Reconeixements
L'asteroide (1657) Roemera va ser així denominat en honor seu.